# Georges Bacouni
 (décembre 2023).
Si vous disposez d'ouvrages ou d'articles de référence ou si vous connaissez des sites web de qualité traitant du thème abordé ici, merci de compléter l'article en donnant les références utiles à sa vérifiabilité et en les liant à la section « Notes et références ».
Georges Bacouni, né le 16 mai 1962 à Aïn al-Roummaneh (Beyrouth) au Liban, est un prélat libanais de l'Église grecque-catholique melkite, archevêque de Beyrouth et Jbeil des Melkites (en) depuis 2018 après avoir été archevêque de Saint-Jean-d'Acre des Melkites (en) de 2014 à 2018.

## Biographie
Georges Bacouni obtient une licence de gestion et comptabilité à l'université libanaise et travaille quelques années dans le secteur bancaire. Ensuite, il entre à l'âge de 28 ans au séminaire Saint-Paul de Harissa et reçoit un baccalauréat en philosophie et en théologie. Il est ordonné prêtre pour le diocèse melkite  de Beyrouth, le 30 juillet 1995, par l'archevêque Habib Bacha (en).
Après avoir travaillé dans différentes paroisses, il est nommé recteur du séminaire Sainte-Anne de Raboué au Liban, où il sert pendant six ans. Le synode des évêques le nomme évêque du diocèse de Tyr. Il est consacré par le patriarche Grégoire III Laham le 27 novembre 2005 à l'église Saint-Paul de Harissa. De plus, il est administrateur apostolique du diocèse de Homs, Hama et Yabroud en Syrie, en 2010 et 2011.
Georges Bacouni est élu à la tête de l'archéparchie de Saint-Jean-d’Acre (en) qui couvre le nord d'Israël (à l'exception de la paroisse de Zababdeh au nord des territoires palestiniens) avec trente-deux paroisses et 75 000 fidèles grecs-catholiques d'origine arabe et de citoyenneté israélienne.
Dans un entretien dans Terre Sainte magazine de janvier-février 2016, il remarque que la menace sur le « christianisme local, c'est de ne pas approfondir sa spiritualité […]. La menace du chrétien n'est pas seulement extérieure comme en Syrie, mais elle vient de l'intérieur ». De plus, il note, comme en occident, une certaine désaffection de la jeunesse.
Le 24 novembre 2018, le pape François avalise la proposition du synode des évêques de l'Église melkite et confirme sa nomination comme métropolite de l’archidiocèse grec-melkite catholique de Beyrouth et Jbeil.